# Str8 off tha Streetz of Muthaphukkin Compton
Str8 off tha Streetz of Muthaphukkin Compton (Straight off the Streets of Muthafuckin' Compton) is het tweede en laatste album van rapper Eazy-E. Het werd postuum uitgebracht op 24 november 1995, acht maanden na de dood van Eazy-E. Het bevat de singles "Tha Muthaphukkin' Real" en "Just tah Let U Know". Het album werd platina.

## Tracklist
| Nr. | Titel                                                               | Duur |
| --- | ------------------------------------------------------------------- | ---- |
| 1.  | First Power                                                         | 0:48 |
| 2.  | Old School Shit (met B.G. Knocc Out, Dresta & Sylk-E. Fyne)         | 4:00 |
| 3.  | Sorry Louie                                                         | 4:03 |
| 4.  | Just tah Let U Know                                                 | 4:08 |
| 5.  | Sippin on a 40 (met B.G. Knocc Out & Dresta)                        | 4:30 |
| 6.  | Nutz on Ya Chin                                                     | 3:07 |
| 7.  | Tha Muthaphukkin Real (met MC Ren)                                  | 4:21 |
| 8.  | Lickin', Suckin', Fuckin'                                           | 2:26 |
| 9.  | Hit the Hooker                                                      | 2:52 |
| 10. | My Baby'z Mama                                                      | 3:43 |
| 11. | Creep N Crawl                                                       | 4:11 |
| 12. | Wut Would You Do (met Dirty Red)                                    | 5:51 |
| 13. | Gangsta Beat 4 tha Street (met B.G. Knocc Out, Dresta & Menajahtwa) | 3:40 |
| 14. | Eternal E (met Roger Troutman & DJ Yella)                           | 5:25 |